# Otus silvicola
El autillo de Wallace (Otus silvicola) es una especie de ave estrigiforme de la familia de los búhos (Strigidae). Debe su nombre vulgar al naturalista británico Alfred Russel Wallace, que la describió por primera vez como Scops silvicola.

## Distribución
Es endémico de las selvas de las islas de Sumbawa y Flores (Indonesia).

## Estado de conservación
Está amenazada por la pérdida de hábitat.